# Cherokee (Carolina del Norte)
Cherokee es un lugar designado por el censo ubicado en el condado de Swain en el estado estadounidense de Carolina del Norte.

## Geografía
Cherokee se encuentra ubicado en las coordenadas 35°28′33″N 83°19′14″O / 35.47583, -83.32056.